# Platyrrhinus aquilus
Platyrrhinus aquilus és una espècie de ratpenat de la família dels fil·lostòmids. És endèmic de la província panamenya de Darién, situada al sud-est del país a la frontera amb Colòmbia. El seu hàbitat natural són les selves nebuloses, on viu a altituds d'entre 1.250 i 1.430 msnm. Es desconeix si hi ha cap amenaça significativa per a la supervivència d'aquesta espècie.